# 歩兵第11連隊
歩兵第11連隊（ほへいだい11れんたい、歩兵第十一聯隊）は、大日本帝国陸軍の連隊のひとつ。

## 沿革
- 1875年（明治8年）5月 - 第23大隊を基幹に改編

9月9日 - 軍旗拝受
- 1876年（明治9年）10月 - 萩の乱に出動
- 1877年（明治10年） - 西南戦争に従軍
- 1882年（明治15年） - 壬午事変に出動
- 1894年（明治27年） - 日清戦争に従軍
- 1900年（明治33年） - 北清事変に従軍
- 1904年（明治37年） - 日露戦争に従軍
- 大正期 - シベリア出兵に従軍
- 1937年（昭和12年） - 日中戦争勃発、北京から沙河にいたり万里の長城沿いに作戦する
- 1938年（昭和13年） - 徐州会戦後、周辺の警備に当たり、青島へ移動したのち広東作戦に参加
- 1939年（昭和14年） - 魯北にて治安戦、10月から華南に移動し南寧に向かう
- 1940年（昭和15年）9月 - 仏印に進入、フランス植民地軍を追撃しつつランソンからハノイを経てハイフォンへ向かう
- 1941年（昭和16年） - マレー作戦に参加、同地を占領後はスレンバンに駐屯し警備に当たる
- 1945年（昭和20年）8月 - 転進中に終戦。その過程において橘丸事件が発生する。病院船で軍隊輸送を行なう国際法違反行為だけでなく、航海中米軍に臨検・拿捕されたため同連隊の第1・第2大隊の全員が無傷でそっくり捕虜になるという帝国陸軍最大の恥辱の一つとなった。後にこの責めを負い上級部隊である第5師団師団長山田清一中将・同参謀長浜島厳郎大佐は自刃し、南方軍総参謀長沼田多稼蔵、参謀副長（事件当時）和知鷹二、第2軍司令官豊嶋房太郎中将らが横浜法廷で有罪とされ刑に服した。

## 歴代連隊長

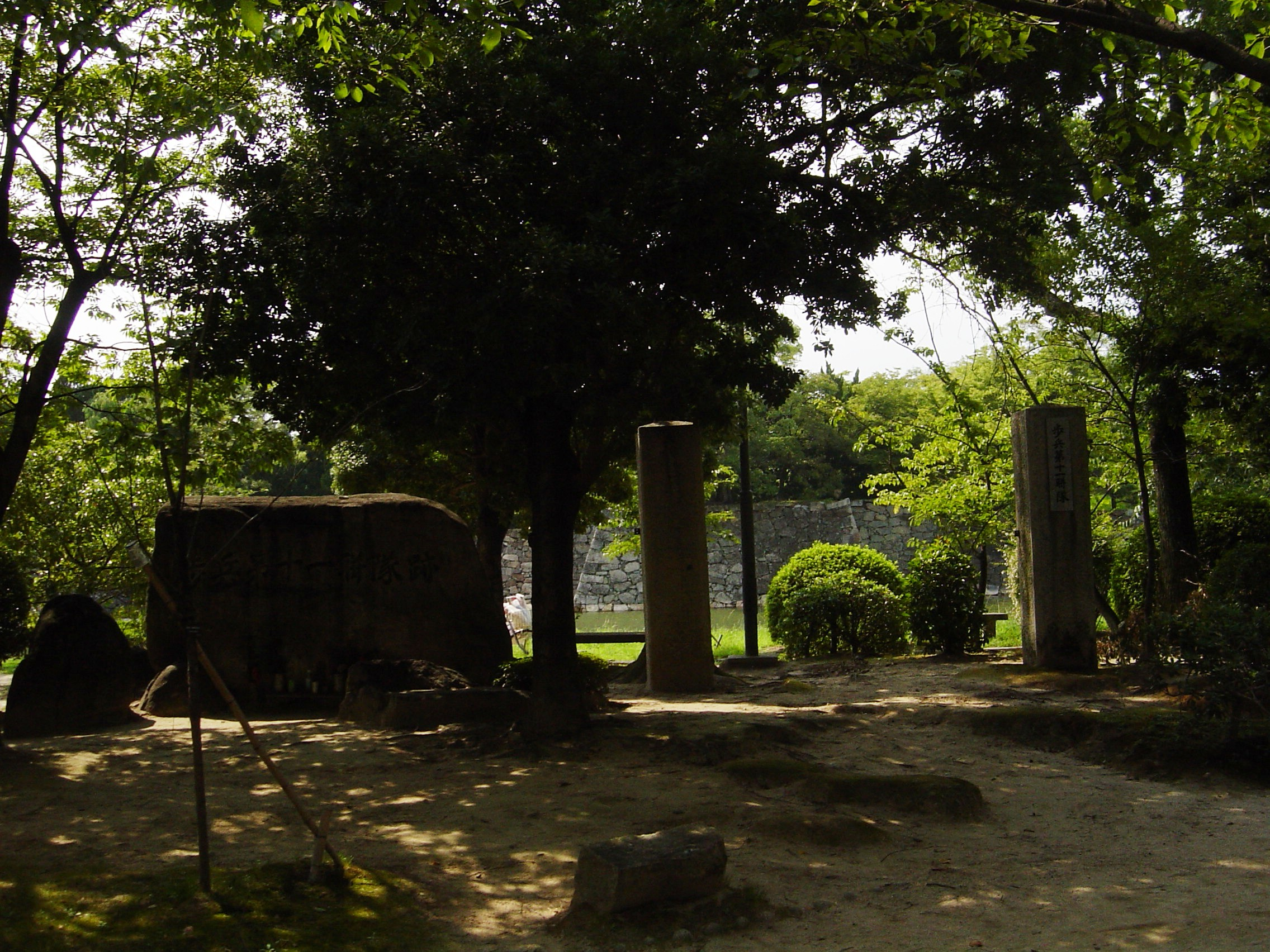
歩兵第11連隊跡

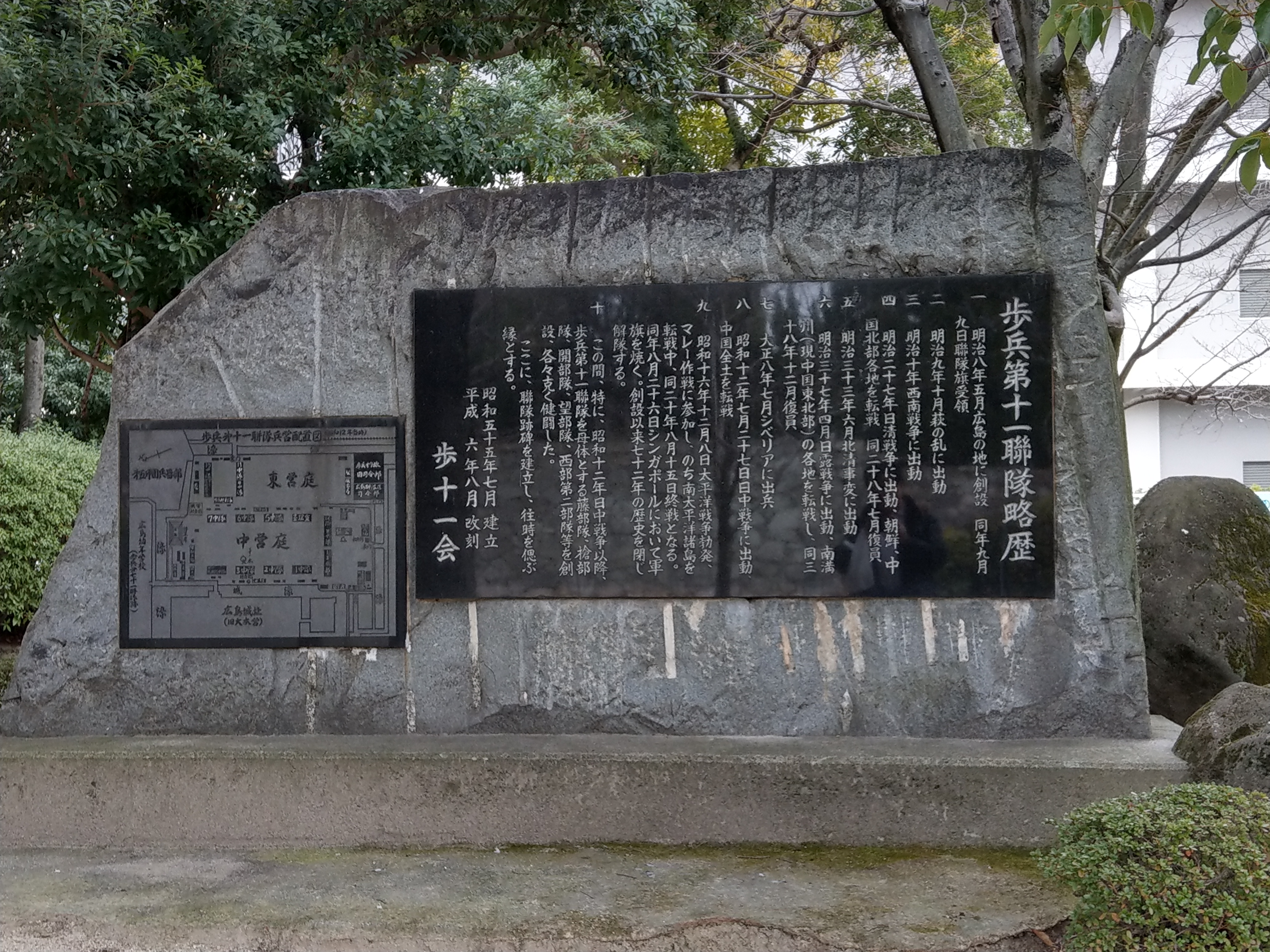
歩兵第11連隊跡石碑

| 代 | 氏名       | 在任期間                | 備考               |
| -- | ---------- | ----------------------- | ------------------ |
| 1  |            | 1875.2.2 -              |                    |
| 2  | 永井勝正   | 1875.12.8 - 1877.3.22   | 少佐（心得）・戦死 |
| 3  |            | 1877.3. -               |                    |
| 4  | 長谷川好道 | 1878.1.15 - 11.21       | 中佐               |
| 5  | 西寛二郎   | 1879.3.24 - 1882.3.9    | 中佐、1882.2.大佐  |
| 6  | 阪井重季   | 1882.3.11 -             | 中佐               |
| 7  | 大島久直   | 1883.6.29 - 1889.3.12   | 中佐、1887.4.大佐  |
| 8  | 林隼之輔   | 1889.3.12 -             | 中佐、大佐昇進     |
| 9  | 西島助義   | 1893.2.13 - 1896.9.25   | 中佐、1894.11.大佐 |
| 10 | 粟屋幹     | 1896.9.25 - 1901.4.8    | 中佐、1898.3.大佐  |
| 11 | 石橋健蔵   | 1901.4.8 -              | 中佐、1901.11.大佐 |
| 12 | 山田忠三郎 | 1902.5.5 - 1903.7.11    | 中佐、1902.11.大佐 |
| 13 | 石田保謙   | 1903.7.11 -             | 中佐、1905.3.大佐  |
| 14 | 有吉雅一   | 1908.12.28 - 1912.12.10 |                    |
| 15 | 白川健次郎 | 1912.12.10 - 1915.8.10  |                    |
| 16 | 津野田是重 | 1915.8.10 -             |                    |
| 17 | 本庄繁     | 1919.4.1 -              |                    |
| 18 | 斎藤恒     | 1921.5.30 -             |                    |
| 19 | 井上忠也   | 1922.12.6 -             |                    |
| 20 | 郷田兼安   | 1923.10.15 -            |                    |
| 21 | 中島虎吉   | 1925.5.1 -              |                    |
| 22 | 山本芳輔   | 1926.3.2 -              |                    |
| 23 | 中村馨     | 1929.8.1 -              |                    |
| 24 | 加納豊寿   | 1930.12.22 - 1932.8.8   |                    |
| 25 | 相良巳都磨 | 1932.8.8 -              |                    |
| 26 | 草場辰巳   | 1933.8.1 -              |                    |
| 27 | 上月良夫   | 1935.3.15 -             |                    |
| 28 | 長野祐一郎 | 1937.7.22 -             |                    |
| 29 | 山県栗花生 | 1939.3.9 -              |                    |
| 30 | 大橋熊雄   | 1940.8.1 -              |                    |
| 31 | 渡辺綱彦   | 1941.6.30 -             |                    |
| 32 | 高橋弁     | 1942.5.14 -             |                    |
| 末 | 佐々木五三 | 1943.11.1 -             |                    |

## ドキュメンタリー
- BS1スペシャル「歩兵第11連隊の太平洋戦争」（2021年12月19日、NHK-BS1）[2]